# Profectio

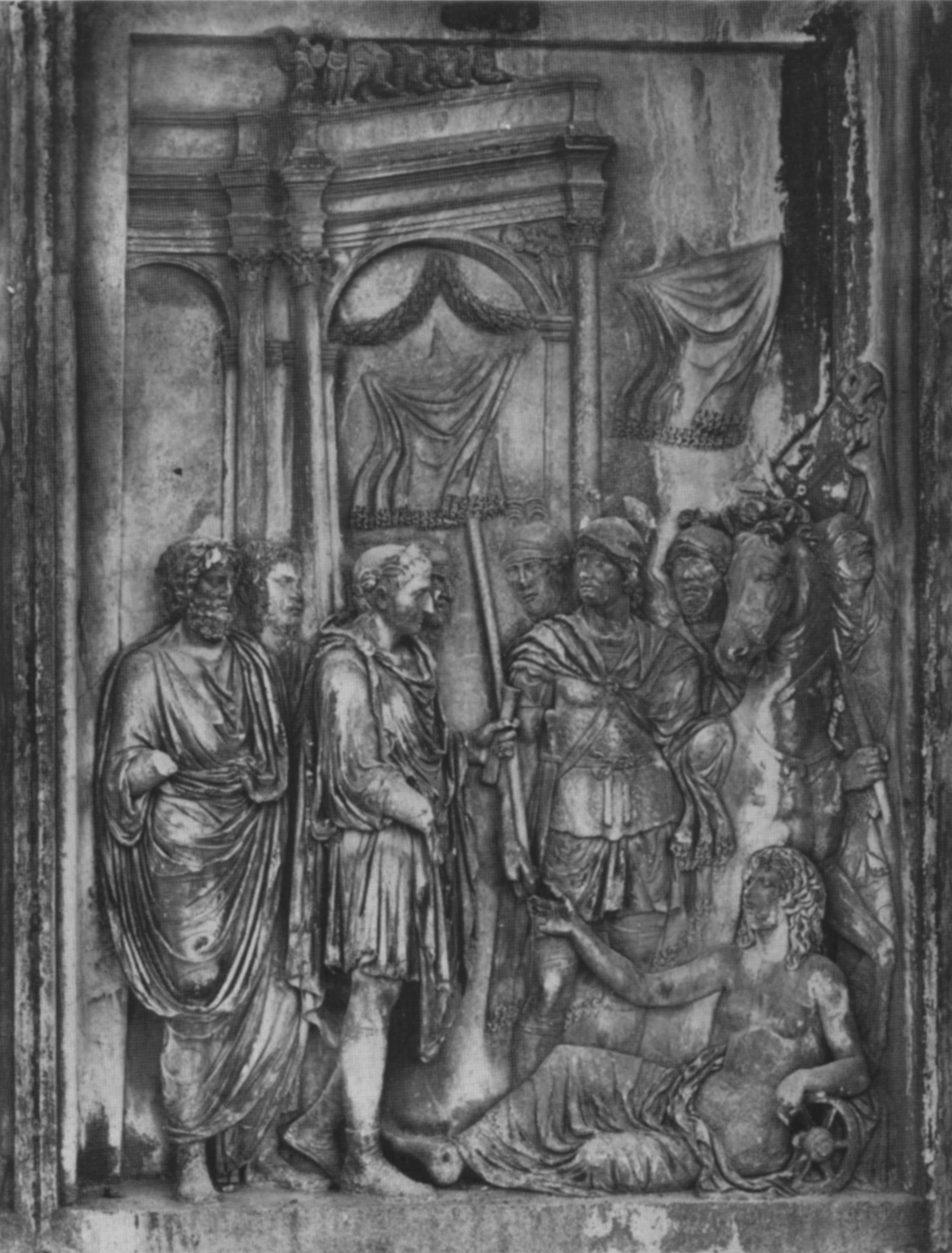
Ejemplo de Profectio del Arco de Constantino en Roma.

En la antigua Roma, la Profectio representaba una ceremonia religiosa que celebraba la partida o salida del cónsul, durante la República romana, o del emperador durante el Imperio, de la ciudad Roma (o de otras capitales imperiales, como Mediolanum), especialmente al partir hacia una nueva campaña militar. Por el contrario, el adventus representaba el llegada del propio cónsul o emperador a la ciudad una vez finalizada la campaña de guerra.

## Significado deprofectio
El vasto dominio de Roma obligó a que, en la época republicana y la imperial, se desplazaran desde la capital, el cónsul o el emperador, para dirigirse hacia las fronteras imperiales con el fin de defenderlas o preparando campañas de conquista. La salida del cónsul o del emperador se celebraba como un acontecimiento muy particular, poco común, o al menos singular. Una vez decidida la partida imperial, ésta se comunicaba al pueblo de Roma (como se documenta a menudo mediante relieves escultóricos o acuñaciones relacionadas), seguido de la preparación de la posterior ceremonia de lustratio y luego adlocutio de las tropas reunidas en vista de la próxima campaña.

## Representaciones monetarias y escultóricas
Con frecuencia la celebración de la partida era ocasión de una emisión monetaria o de una representación escultórica, como ocurría, por ejemplo, en el caso de los emperadores:
- Trajano, cuando partió a finales de 113/principios de 114 para las campañas contra los partos, llegando a su cuartel general en Antioquía;[1]
- Marco Aurelio cuando a finales de 169 o principios de 170 partió hacia el frente medio del Danubio en vista de las nuevas campañas contra las poblaciones germánicas y sármatas de aquellas regiones (Marcomannia y Sarmatia); [2]
- Septimio Severo cuando partió hacia el frente oriental con motivo de las campañas contra los partos (ampliamente celebrada también en su arco triunfal);
- Caracalla, hijo de Septimio Severo, una vez convertido en heredero único, tras la muerte de su hermano Geta, anunció su profectio ante la inminente campaña contra el pueblo alamano de los años 212/213;[3]
- Alejandro Severo, que a finales de 231 llegó a Antioquía en Siria para lanzar una nueva serie de campañas militares en 232, esta vez contra los sasánidas que habían sustituido a los partos en Oriente;[4]
- Marco Aurelio Probo cuando partió hacia el frente Rin-Danubio en los años comprendidos entre 276 y 281 aproximadamente después de pasar un corto período en Roma.[5]

Habitualmente el emperador, en estas representaciones, vestía con uniforme militar, y podía ir precedido o seguido por un cierto número de soldados equipados con vexilla (insignias) legionarias o por la propia diosa Victoria. En algunos casos, la profectio era anunciada por tres deidades monetales, sosteniendo una balanza en la mano derecha y una cornucopia en la izquierda, sobre un montón de monedas a los pies (como en el caso de Marco Aurelio Probo).
| La profectio en la moneda imperial | La profectio en la moneda imperial | La profectio en la moneda imperial | La profectio en la moneda imperial | La profectio en la moneda imperial | La profectio en la moneda imperial | La profectio en la moneda imperial                                                                                        |
| Imagen                             | Valor                              | Anverso | Reverso | Datación | Peso; diámetro                     | Catalogación |
| ---------------------------------- | ---------------------------------- | --- | --- | --- | ---------------------------------- | --- |
|                                    | áureo                              | IMP Trajano OPTIMO AVG GER DAC PM TR P, cabeza laureada a derecha, busto drapeado con coraza.                                            | PROFECTIO AUGUSTI, Trajano con traje militar a caballo, marchando hacia la derecha, con un soldado delante, y tres detrás cerrando la "columna" militar. | finales de 113 - principios de 114 | 7,35 g; ceca de roma               | RIC Trajano, II, 297; BMC 512 var. Calicó 986a. Cohen 40 var. Cerro 690.                                                  |
|                                    | sestercio                          | M ANTONINVS AVG TR P XXIIII, cabeza laureada a la derecha de Marco Aurelio;                                                              | Profectio de Marco Aurelio a caballo, empuñando una lanza, avanzando hacia la derecha, precedido por un soldado romano y seguido por tres. | 170 | 29 mm, 25,04 g;                    | RIC Marco Aurelio, III 977; MIR 18, 191-6/30; Cohen 502.                                                                  |
|                                    | dinero                             | L SEPT SEV PERT AVG IMP VIII, cabeza laureada a la derecha, con uniforme militar (Paludamentum);                                         | PROFECTIO AUG, Septimio Severo a caballo partiendo hacia el frente oriental lanza en mano. | 197, segunda campaña parta | 2,85 gramos;                       | RIC Septimio Severo, IVa, 494; BMC 466; Cohen 580.                                                                        |
|                                    | dinero                             | AD ANTONINVS PIVS AVG BRIT, cabeza laureada a la derecha;                                                                                | PROFECTIO AVG, Caracalla de pie, empuñando una lanza; detrás de él dos estandartes militares. | Moneda probablemente acuñada cuando Caracalla sucedió a su padre, tras la muerte de su hermano Geta, en un periodo comprendido entre 212 y 213. Aquí se celebra la Profectio del Emperador cuando éste parte hacia una campaña militar hacia el frente norte; | 2,74 gr (antigua ceca romana);     | RIC Caracalla, IV, 225; BMCRE 97; RSC 508.                                                                                |
|                                    | sestercio                          | IMP SEV ALEXANDER AVG, cabeza laureada a derecha, echada sobre los hombros;                                                              | ROFECTIO AVGVSTI, Alejandro Severo a caballo, empuñando una lanza, precedido por la Victoria a la derecha, empuñando corona y palma. | 231 / 232 | 3,38 gramos;                       | RIC Alejandro Severo, IVb, 596; Cohen, 492.                                                                               |
|                                    | medalla                            | IMP PROBV-S PF AVG, cabeza laureada con armadura mirando hacia la derecha, sosteniendo lanza y escudo decorado con escenas de profectio; | MON-ETA AV-G, las tres deidades de las Monetae de pie frente a frente, con las cabezas giradas hacia la izquierda, cada una sosteniendo una balanza en la mano derecha con una bolsa de monedas a los pies de las tres deidades, así como una cornucopia en el mano izquierda. | probablemente acuñado cuando estaba en Roma, partiendo hacia el frente en 276 o 281. | 22,66 g;                           | Gnecchi II pág. 118, 24 y pl. 120, 5; Rosa VI/I, pág. 59; Toynbee-; Dressel-; BMCREM pág. 74, 3; MRV-; MFA 77; Cohen 376. |